# Reinaldo de Montalvão

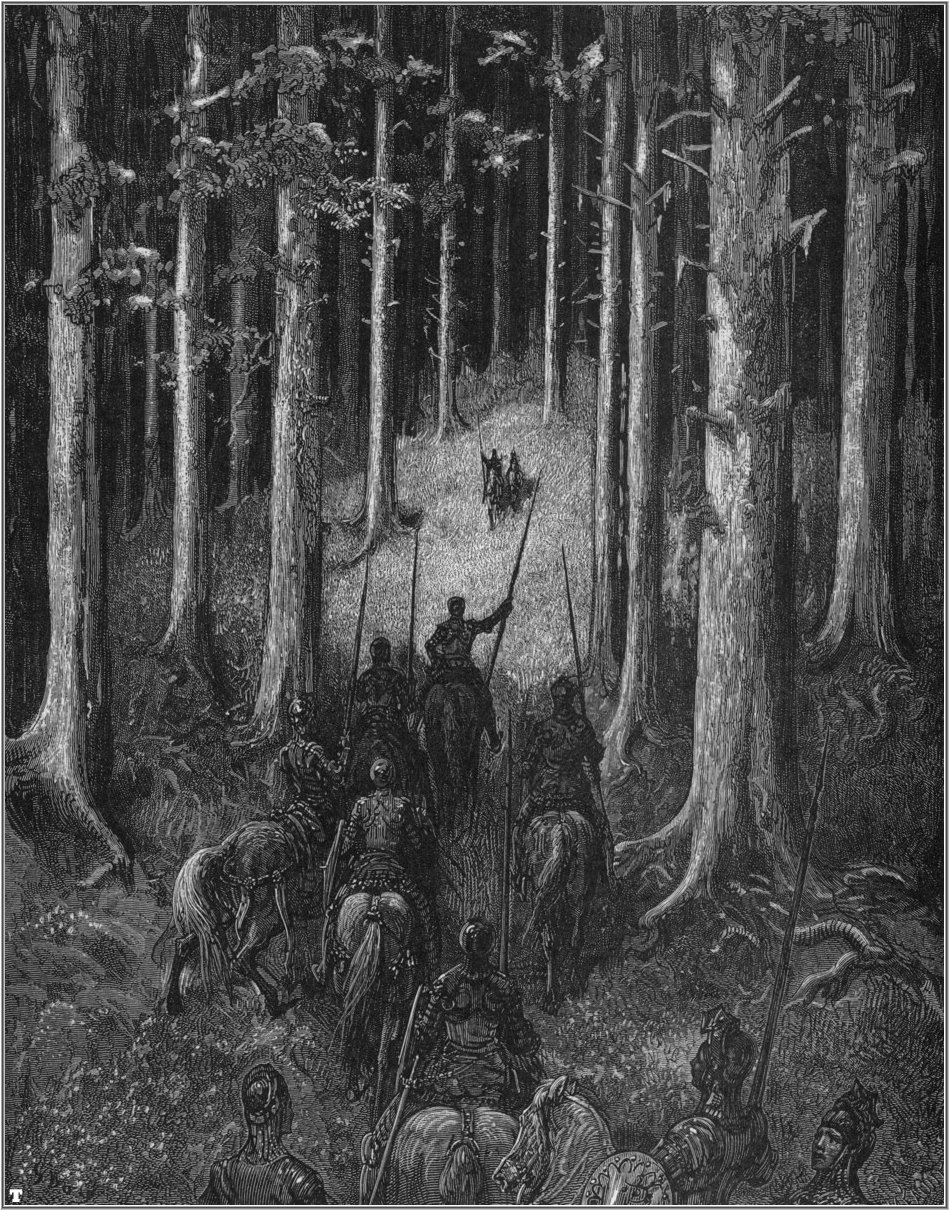
Reinaldo de Montalvão à frente de uma tropa numa ilustração de Gustavo Doré para o Orlando furioso.

Reinaldo de Montalvão (em francês Renaud ou Renaut de Montauban; em italiano Rinaldo ou Ranaldo di Montalbano) é um personagem fictício da literatura medieval e renascentista europeia. As obras que envolvem Reinaldo são parte da chamada Matéria de França, um ciclo literário centrado na figura do rei franco Carlos Magno e seus paladinos.
O nome "Montalvão" foi mencionado por Miguel de Cervantes na obra clássica do Cavalheirismo Dom Quixote, na figura do "Conde de Montalvão", provavelmente inspirado no cavaleiro Reinaldo de Montalvão, personagem do poema épico medieval Os Doze Pares da França.
Em Português clássico, "Montalvão" advém da união das palavras "Monte alvão" e significa "Monte muito alvo" ou "Monte brancão" ou simplesmente "Monte branco", expressão muito comum na Europa em vários idiomas de língua românica para designar um local próximo de uma montanha coberta de neve como Montblanc, "Montalbano", "Montebianco" etc.

## Literatura medieval

### Quatro filhos do duque Amão
O personagem aparece pela primeira vez em Quatro filhos do duque Amão (Quatre fils Aymon), uma canção de gesta francesa do século XII, também chamada Renaut de Montauban por seu principal personagem. Os quatro filhos do duque Amão são Reinaldo, Ricardo, Alard e Guiscard; outro personagem importante é o mago Maugis (Malagigi), primo dos irmãos. Reinaldo possui ainda um cavalo mágico, Baiarte ou Baiardo (Bayard), capaz de aumentar o tamanho de sua garupa para carregar todos os irmãos. A mãe de Reinaldo, Aya, é irmã de Carlos Magno, de forma que os quatro irmãos são sobrinhos do rei franco.
Na história contada em Quatro filhos do duque Amão, Reinaldo mata outro sobrinho do rei durante uma festa na corte, e os irmão se vêem obrigados a fugir montados em Baiarte. Graças às habilidades mágicas do cavalo, os irmãos sempre conseguem escapar das tropas do rei. Reinaldo constrói uma fortaleza em Montalvão (Montauban), e nela resiste o assédio do exército de Carlos Magno durante anos. Finalmente os irmãos e o rei chegam a um acordo, mas com certas condições: os irmãos tem de viajar a Jerusalém numa cruzada, e devem além disso dar o cavalo mágico Baiarte a Carlos Magno. O rei ordena que o cavalo seja afogado num rio, mas o animal consegue escapar e foge a uma floresta.
Na Terra Santa, Reinaldo passa por muitas aventuras até retornar à Europa. Viaja a Colônia, onde trabalha na construção da Catedral de Colônia como um trabalhador comum. Termina assassinado por outros trabalhadores invejosos, mas seu corpo é milagrosamente salvado das águas em que foi atirado. Carlos Magno é descrito neste e em outros poemas do ciclo de Reinaldo como um senhor feudal cruel e traiçoeiro; apesar da simpatia do narrador estar do lado dos irmãos de Amão, a autoridade do rei prevalece no final. Este e outros poemas que apresentam nobres que se rebelam contra Carlos Magno compõe o chamado Ciclo dos barões revoltosos ou Ciclo de Doon de Mayence. A aparição destes poemas pode ser entendido numa época - os séculos XII e XIII - quando os vassalos estavam em conflito com uma autoridade real cada vez mais poderosa.

### Outras versões medievais
Há vários manuscritos do poema dos Quatro filhos do duque Amão em francês, todos com muitas diferenças entre si. Em alguns Reinaldo não chega a viajar à Terra Santa, enquanto que em outros as aventuras no Oriente são muito mais extensas. Ademais, a partir do século XIII surgiram vários poemas ao redor de Reinaldo escritos em francês antigo que, em seu conjunto, formam um verdadeiro ciclo literário. Exemplos são Maugis d'Aigremont, Mort de Maugis, Vivien de Monbranc e Beuve d'Aigremont. Nos séculos XIV e XV vários destes textos ganharam versões em prosa. Na Canção de Roncesvales, poema épico em castelhano do século XIII, Reinaldo aparece como um dos paladinos mortos na Batalha de Roncesvales.
Os poemas relacionados a Reinaldo foram também adaptados a outras línguas. Quatro filhos do duque Amão foi adaptado ao holandês médio (Vier Heemskinderen) no início do século XIII. Esta tradução é bem distinta em tom da obra francesa, uma vez que a maldade e injustiça de Carlos Magno é menos enfatizada e a relação entre este e Reinaldo de Montalvão é menos conflitiva. Também há diferenças na narrativa; por exemplo, o cavalo Baiarte não consegue escapar e morre afogado quando o rei ordena sua execução no rio. A obra holandesa foi impressa pela primeira vez em 1508 e foi extremadamente popular, sendo repetidamente reimpressa até o século XIX. Tanto as versões em verso com em prosa do Heemskinderen holandês foram traduzidas ao alemão.
Uma versão francesa em prosa foi traduzida ao inglês por William Caxton por volta de 1489. Do século XIII data uma versão em língua nórdica antiga, redatada na Islândia a partir do Quatro filhos do duque Amão e outros textos sobre Reinaldo. Em italiano há versões em verso e prosa, a mais antiga datando do século XIV.

## Na literatura renascentista
Na época renascentista Reinaldo é personagem frequente na épica italiana. É um dos principais personagens em Morgante (1478-1493), de Luigi Pulci, e no Orlando enamorado (1495), de Matteo Maria Boiardo. Nesta última obra, Reinaldo disputa o amor da bela Angélica com Orlando (Rolando), seu primo. O poema de Boiardo, incompleto, foi seguido em 1516 por Ludovico Ariosto em seu Orlando furioso, em que novamente Reinaldo é um dos principais personagens. Nas obras italianas as aventuras cavalheirescas são apresentadas de maneira irônica e até cômica. Na Espanha, Reinaldo é personagem da obra teatral Los pobrezas de Reynaldos (c. 1604), de Lope de Vega.

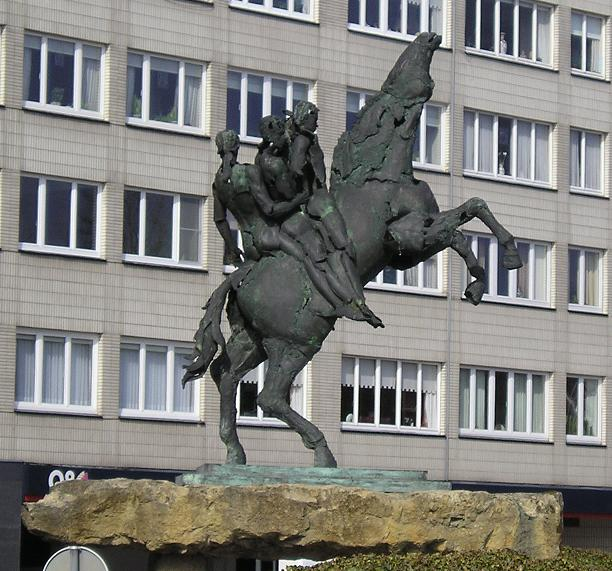
Escultura de Baiarte com os quatro irmãos de Amão na garupa em Dendermonde (Bélgica).

## Padroeiro de Dortmund
Graças a que, segundo a lenda original, Reinaldo terminou seus dias dedicado à fé católica, o personagem terminou sendo transformado em santo, tendo sido declarado santo patrono da cidade de Dortmund (Alemanha). Nesta cidade existe uma igreja dedicada a São Reinaldo (Reinolduskirche) que guarda seus supostos restos mortais. Reinaldo, porém, nunca foi oficialmente canonizado.

## Folclore
Reinaldo, Baiarte e episódios de Quatro filhos do duque Amão estão ainda vivos como parte do folclore da Europa, sendo parte de festividades populares na Bélgica e Países Baixos, como por exemplo na procissão do Ros Beiaard em Dendermonde. Nestes países há vários monumentos públicos em várias cidades representando Baiarte com os quatro irmãos na garupa. Na Itália, Reinaldo é um dos personagens representados no teatro de marionetas Opera dei Pupi da Sicília desde o século XIX.